# Felix Philipp Kanitz
Felix Philipp Kanitz magyarosan: Kanitz Fülöp Félix, (Pest, 1829. augusztus 2. – Bécs, 1904. január 5.) magyar származású osztrák művészettörténész, térképész, régész és etnográfus. Neves Balkán-utazó és az itt végzett néprajzi és feltáró munkásságának eredményeként a Balkán Kolumbusza névvel illetik.

## Életpályája
Jómódú zsidó kereskedő családba született. Az „Őfelsége szabadalmazta izraelita rendes tanodát” végezte el 1842-ben. Hamar árvaságra jutott, hiszen ebben az évben édesanyját veszítette el, míg édesapja már korábban elhunyt. 14 éves korában dolgozni kezdett és beállt Grimm Vince litográfiai intézetébe vésnök gyakornoknak. Itt találkozott Häufler József Vincével az ismert topográfus és etnográfussal, valamint Kiss Ferenccel, a kiváló régésszel, akik nagy hatást gyakoroltak későbbi munkásságára. Nagyon jó kézügyességgel rendelkezett és  1847-től Bécsben tanult a Bécsi Egyetemen műtörténetet és Singer Eduárd litográfiai intézetében dolgozott. 
1848-ban közreműködött rajzaival az akkor keletkezett lipcsei Illustrirte Zeitungnál, ahol a korabeli ausztriai események legtöbb rajzai tőle jelentek meg. Ezután beutazta Németországot, Münchent és Nürnberget látogatta meg, majd visszatért Bécsbe és a műépítészetet és műtörténetet tanulmányozta. 1855-ben Drezdába költözött, itt művészeti tanulmányait folytatta és ősszel meglátogatta a párizsi iparműkiállítást.
Rajzolótehetségét, képzettségét és nagy műveltségét az Illustrierte Zeitungnál azzal jutalmazták, hogy 1856-ban Bécsbe küldték és novemberben Ferenc József és Erzsébet magyar királyné felső-olaszországi utazása alkalmából elkísérhette a császári párt és a róluk szóló tudósításokhoz készített illusztrációkat.
1858-ban Montenegróba utazott és az itten készült rajzai az etnográfiára nézve igen becsesek. 1859-ben először utazott Szerbiába, másodszor 1860 áprilisában. Sokat járt a balkáni államokban, Albániában, Bosznia-Hercegovinában. Cikkei a Globusban (1864. Die Hohe Tatra und ihre Anwohner), a Mittheilungen der k. k. geogr. Gesellschaft folyóiratban (1874. Das eiserne Thor, magyarul: a Természetben 1874. 11., 12. sz.) jelentek meg.

## Munkái
1. Die römischen Funde in Serbien. Wien, 1861. Három térképpel (Különny. a Sitzungsberichte der k. k. Akademie der Wissenschaftlenből)
2. Serbiens byzantinische Monumente. Leipzig, 1862 (Díszmű 12 chromolith. táblával. Szerbül Sandics Sándor ford.)
3. Beiträge zur Kartographie des Fürstenthums Serbien, gesammelt auf seinen Reisen in denJahren 1859-61. Wien, 1863. Egy térképpel. (Különny. a Sitzungsberichteből)
4. Über alt- und neuserbische Kirchenbaukunst. Ein Beitrag zur Kunstgeschichte. Uo. 1864. Két rézm. tábl. (Különny. a Sitzungsberichteből)
5. Reise in Südserbien und Nordbulgarien. Uo. 1868. Öt kőny. táblával és egy chromolith. térképpel. (Különny. a bécsi akadémia Denkschriftenjeiből)
6. Serbien. Historisch-ethnograpische Reisestudien aus den Jahren 1859-68. Leipzig, 1868. Negyven ábrával, 20 fam. tábl. és egy chromolith. térképpel (2. kiadás 1877. Uo.)
7. Katechismus der Ornamentik oder Leitfadenüber die Geschichte, Entwickelung und die charakteristischen Formen der bedeutendsten Ornamentenstyle aller Zeiten. Uo. 1870 (130 szövegábrával. Webers illustr. Katechismen 65., 2. kiadás 1877., 3. k. 1884. 4. k. 1891. Uo.)
8. Donau-Bulgarienund der Balkan. Historisch-geographisch-etnograpische Reisestudien aus den Jahren 1860-75. Uo. 1875-79. Három kötet, 20 szövegábrával, 10 fam. tábl. és 1 kőny. térképpel (2. átdolg. kiadás. Uo. 1882)
9. Tirnovo's altbulgarische Baudenkmale. Eine Reisestudie zur Kunstgeschichte. Wien, 1876. 12 fametszettel (Különny. a Sitzungsberichteből)
10. Die prähistorischen Funde in Serbien bis 1889. Aeltere und neuere Grabdenkmalformen im Königreich Serbien. Uo. 1889 (Különny. a bécsi anthropol. társaság Mittheilungenjeiből)
11. Römische Studien in Serbien. Der Donau-Grenzwall, das Strassennetz, die Städte, Castelle, Denkmale, Thermen und Bergwerke zur Römerzeit im Königr. Serbien. Uo. 1892 (120 tervrajzzal, feliratokkal és egy térképpel)

## Rajzai

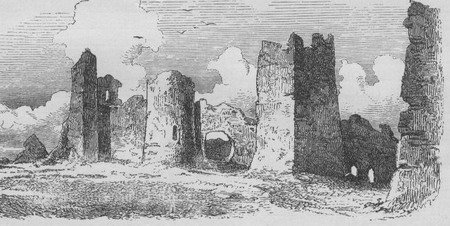
Žrnov romjairól készült vázlat.
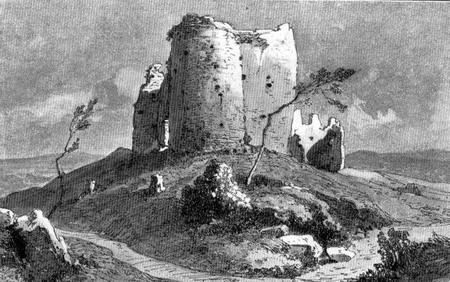
Žrnovi várrom az Avala hegyen.
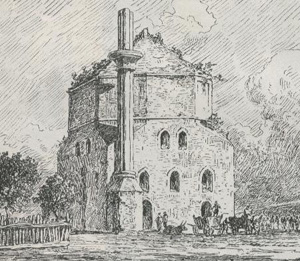
Batal mecset Belgrádban.
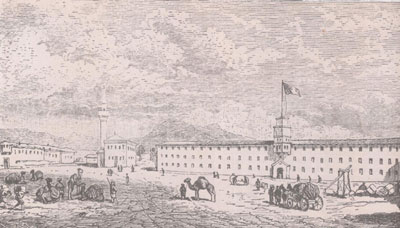
Szófiában működő üzemről készült rajza.